# Bill McCollum

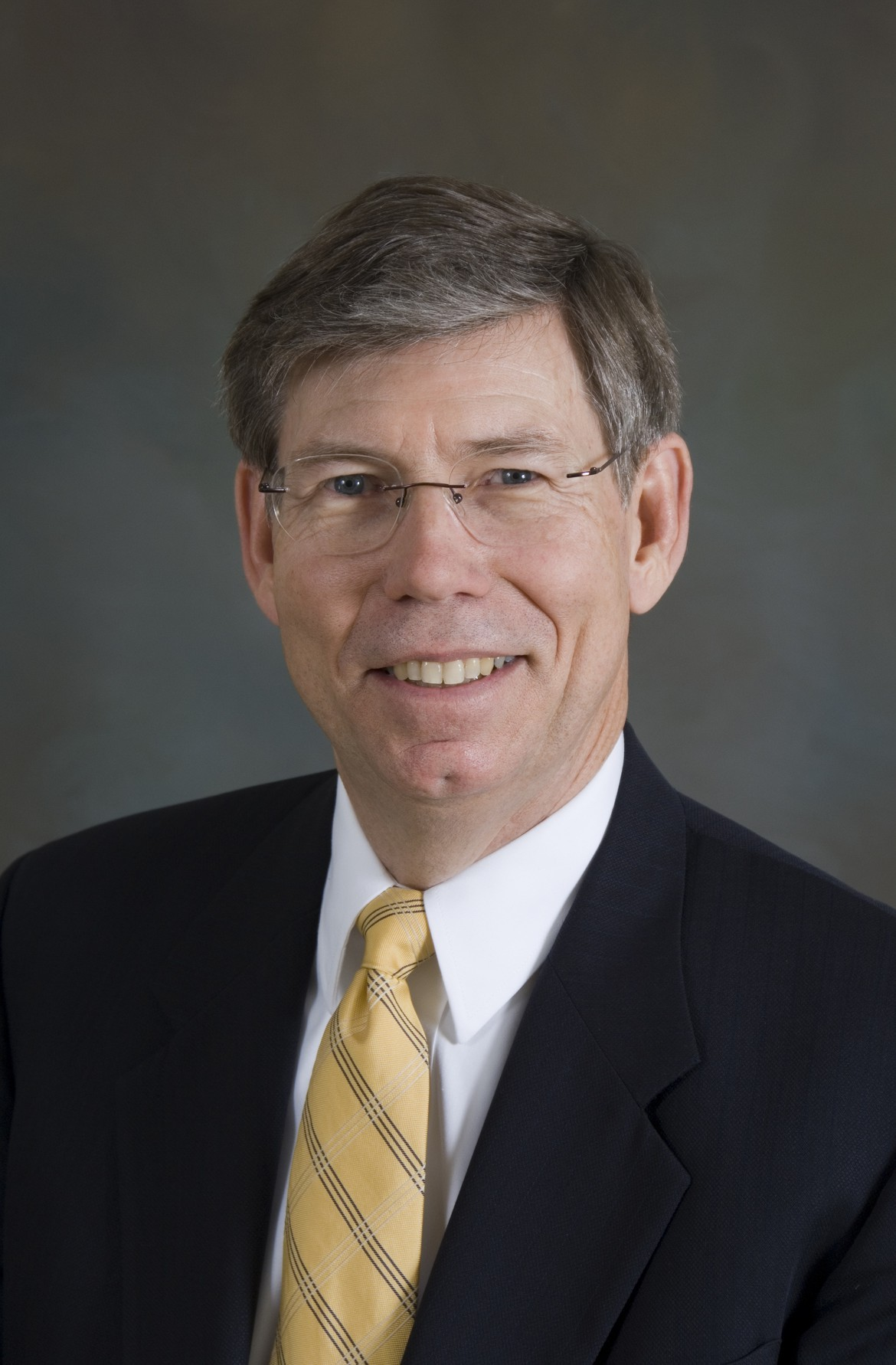
Bill McCollum

Ira William „Bill“ McCollum (* 12. Juli 1944 in Brooksville, Hernando County, Florida) ist ein US-amerikanischer Politiker. Zwischen 1981 und 2001 vertrat er den Bundesstaat Florida im US-Repräsentantenhaus.

## Werdegang
Bill McCollum besuchte bis 1962 die Hernando High School. Nach einem anschließenden Jurastudium an der University of Florida in Gainesville und seiner im Jahr 1968 erfolgten Zulassung als Rechtsanwalt begann er in seinem neuen Beruf zu arbeiten. Zwischen 1969 und 1972 diente er in der Rechtsabteilung der US Navy, deren Reserve er bis 1992 angehörte.
Politisch schloss sich McCollum der Republikanischen Partei an. Von 1976 bis 1980 war er deren Vorsitzender im Seminole County und im fünften Kongresswahlbezirk. Zwischen 1984 und 2000 war er Delegierter zu allen Republican National Conventions. Bei den Kongresswahlen des Jahres 1980 wurde er im fünften Distrikt von Florida in das US-Repräsentantenhaus in Washington, D.C. gewählt, wo er am 3. Januar 1981 die Nachfolge von Richard Kelly antrat. Nach neun Wiederwahlen konnte er bis zum 3. Januar 2001 zehn Legislaturperioden im Kongress absolvieren. Seit 1993 vertrat er dort als Nachfolger von Bill Young den achten Bezirk seines Staates. Während seiner Zeit im Kongress war er an der Durchführung des gescheiterten Amtsenthebungsverfahrens gegen Präsident Bill Clinton beteiligt.
Im November 2000 verzichtete McCollum auf eine erneute Kandidatur für das US-Repräsentantenhaus. Stattdessen bewarb er sich in diesem Jahr sowie 2004 erfolglos um einen Sitz im US-Senat: Zunächst scheiterte er am Demokraten Bill Nelson, vier Jahre später dann in der republikanischen Primary an Mel Martínez. Zwischenzeitlich arbeitete er als Rechtsanwalt. Vom 2. Januar 2007 bis zum 4. Januar 2011 übte er als Nachfolger von Charlie Crist das Amt des Attorney General von Florida aus. Im Jahr 2010 strebte er die Nominierung seiner Partei für die Gouverneurswahlen und damit erneut die Nachfolge von Charlie Crist an. Obwohl er lange als Favorit galt, unterlag er letztlich dem später auch bei der eigentlichen Wahl siegreichen Rick Scott. Bill McCollum ist mit Ingrid Seebohm verheiratet, mit der er drei Söhne hat.